# Hans-Joachim Mähl
Hans-Joachim Mähl, auch Hans Joachim Mähl, (geboren am 3. Mai 1923 in Flensburg; gestorben am 31. März 2001 bei Kiel) war ein deutscher Literaturwissenschaftler und Hochschullehrer. Er widmete sich schwerpunktmäßig der Romantik und gab die Werke von Novalis heraus.

## Leben und Werk
Mähl widmete nahezu sein gesamtes wissenschaftliches Lebenswerk dem Schaffen von Novalis und der deutschen Romantik. 1965 erschien seine umfassende Studie über Die Idee des goldenen Zeitalters im Werk des Novalis, die von Robert Charlier als Standardwerk bezeichnet wurde. Darin beschrieb er die philosophischen Hintergründe der romantischen Sehnsucht. Mähl erstellte die erste vollständige und kritische Veröffentlichung der Fichte-Studien des Novalis. Er wurde eingeladen, an der Novalis-Gesamtausgabe mitzuwirken, die in den 1950er Jahren von Paul Kluckhohn und Richard Samuel begründet worden war, und die 1999 von Mähl weitgehend abgeschlossen werden konnte.
Er war lange Jahre an der Universität Regensburg tätig. 1971 folgte er einem Ruf der Christian-Albrechts-Universität zu Kiel und übernahm dort einen Lehrstuhl für deutsche Literaturwissenschaft. Auch in Kiel widmete er sich vorrangig der Romantik, Novalis und der literarischen Utopie.
Mähls Arbeit führte zu einer Reihe weiterer Novalis-Ausgaben in weiteren Sprachen. 1988 erschien zu seinen Ehren eine Festschrift, 1990 wurde er emeritiert. Auch danach blieb er wissenschaftlich tätig und verantwortete beispielsweise 1998 eine Reclam-Neuausgabe des Narrenschiffs von Sebastian Brant.

## Rang
„Seniorgärtner der blauen Blume hätte ein Poet den Kieler Germanisten nennen mögen: Die von ihm betreute Ausgabe der Werke des Erzromantikers Novalis (‚Hymnen an die Nacht‘), im Lauf der Jahrzehnte zum Monument gewachsen und unablässig überprüft, aber auch seine mustergültigen Studien über die philosophischen Hintergründe der romantischen Sehnsucht machten den hageren, uneitlen Forscher zum heimlichen Doyen seiner Zunft.“

## Publikationen

### Werke von Novalis
- Schriften. Die Werke Friedrich von Hardenbergs. Begründet von Paul Kluckhohn und Richard Samuel. Hrsg. von Richard Samuel in Zusammenarbeit mit Hans-Joachim Mähl und Gerhard Schulz. Historisch-kritische Ausgabe in vier Bänden, einem Materialienband und einem Ergänzungsband in vier Teilbänden mit dem dichterischen Jugendnachlaß und weiteren neu aufgetauchten Handschriften.
  - Bd. 1: Das dichterische Werk. Hrsg. von Paul Kluckhohn und Richard Samuel unter Mitarbeit von Heinz Ritter und Gerhard Schulz. Stuttgart 1960. 3., erw. und verb. Aufl. 19XX.
  - Bd. 2: Das philosophische Werk I. Hrsg. von Richard Samuel in Zusammenarbeit mit Hans-Joachim Mähl und Gerhard Schulz. Stuttgart 1965. 3., erw. und verb. Aufl. 1981.
  - Bd. 3: Das philosophische Werk II. Hrsg. von Richard Samuel in Zusammenarbeit mit Hans-Joachim Mähl und Gerhard Schulz. Stuttgart 1968. 3., von den Herausgebern durchgesehene und revidierte Aufl. 1983.
  - Bd. 4: Tagebücher, Briefwechsel, Zeitgenössische Zeugnisse. Hrsg. von Richard Samuel in Zusammenarbeit mit Hans-Joachim Mähl und Gerhard Schulz. Stuttgart 1975. 2. Aufl. 1998.
  - Bd. 5: Materialien und Register. Hrsg. von Hans-Joachim Mähl und Richard Samuel. Stuttgart 1988. ISBN 978-3-17-001147-2.
  - Bd. 6: Der dichterische Jugendnachlaß (1788–1791) und Stammbucheintragungen (1791–1793). Hrsg. von Hans-Joachim Mähl in Zusammenarbeit mit Martina Eicheldinger. Bearb. der Stammbücher von Ludwig Rommel. Teilband 1: Text. Stuttgart 1998. Teilband 2: Kommentar. Stuttgart 1999. Teilband 3: Schriften und Dokumente aus der Berufstätigkeit, 2006.

- Werke, Tagebücher und Briefe Friedrich von Hardenbergs. Hrsg. von Hans-Joachim Mähl und Richard Samuel. Diese Ausgabe erschien auch 1999 in Lizenz bei der Wissenschaftlichen Buchgesellschaft Darmstadt und erneut 2002 bei Carl Hanser. Die angegebenen ISB-Nummer beziehen sich auf die neuesten Ausgaben.
  - Bd. 1: Das dichterische Werk, Tagebücher und Briefe. Hrsg. von Richard Samuel. München/Wien 1978, ISBN 3-446-12440-3.
  - Bd. 2: Das philosophisch-theoretische Werk. Hrsg. von Hans-Joachim Mähl. München/Wien 1978, ISBN 3-446-12441-1.
  - Bd. 3: Kommentar. Von Hans Jürgen Balmes. München/Wien 1987, ISBN 3-446-12442-X.

- Werke in einem Band. Hrsg. von Hans-Joachim Mähl und Richard Samuel. Kommentiert von Hans-Joachim Simm unter Mitwirkung von Agathe Jais. München/Wien 1981 (Hanser-Bibliothek). Taschenbuchausgabe der 3. Aufl. 1984: München 1995, ISBN 3-423-02383-X.

- Das Allgemeine Brouillon, Materialien zur Enzyklopädistik 1798/99. Romantik-Studien. 1. Novalis. Eine historisch-kritische Edition, hg. und mit einer Einleitung versehen von Hans-Joachim Mähl. Meiner, Hamburg 1993, ISBN 3-7873-1088-6.

### Weitere Buchpublikationen
- Die Idee des goldenen Zeitalters im Werk des Novalis. Studien zur Wesensbestimmung der frühromantischen Utopie und zu ihren ideengeschichtlichen Voraussetzungen. Carl Winter, Heidelberg 1965, Zweite Auflage: de Gruyter 1994, ISBN 978-3-484-10212-5.
- (Hg.) gemeinsam mit von Wolfgang Frühwald und Walter Müller-Seidel: Probleme der Brief-Edition. Kolloquium der Deutschen Forschungsgemeinschaft. Schloß Tutzing am Starnberger See. 8.–11. September 1975. Referate und Diskussionsbeiträge. Boldt, Boppard 1977.
- (Hg.) Studien zur Goethezeit, Erich Trunz zum 75. Geburtstag, hg. von Hans-Joachim Mähl und Eberhard Mannack. Winter, Heidelberg 1981, ISBN 3-533-03014-8.
- (Hg.) Sebastian Brant: Das Narrenschiff. Übertragen von H. A. Junghans. Durchgesehen und mit Anmerkungen sowie einem Nachwort neu herausgegeben von Hans-Joachim Mähl. Nachdruck der bibliografisch ergänzten Ausgabe 1998. Reclam, Stuttgart 2006, ISBN 3-15-000899-9 (Reclams Universal-Bibliothek 899).

### Beiträge (Auswahl)
- Eine unveröffentlichte Kant-Studie des Novalis. In: Deutsche Vierteljahrsschrift für Literaturwissenschaft und Geistesgeschichte 36, 1962, S. 36–68.
- Novalis’ Wilhelm-Meister-Studien des Jahres 1797. In: Neophilologus 47, 1963, S. 286–305.
- Novalis-Zitate in Goethes ›Gesprächen‹? Corrigenda zu Friedrich Wilhelm Riemers ›Mitteilungen über Goethe‹. In: Euphorion 39, 1965, S. 150–159.
- Novalis: Hemsterhuis-Studien (1965). In: Romantikforschung seit 1945. Hg. von Klaus Peter, Königstein/Taunus 1980 (Neue Wissenschaftliche Bibliothek, Bd. 93), S. 180–197.
- Hardenberg, niedersächsisches Adelsgeschlecht. In: Neue Deutsche Biographie (NDB). Band 7, Duncker & Humblot, Berlin 1966, ISBN 3-428-00188-5, S. 651.
- Der poetische Staat. Utopie und Utopiereflexion bei den Frühromantikern. In: Utopieforschung. Interdisziplinäre Studien zur neuzeitlichen Utopie. Hrsg. von Wilhelm Voßkamp. Frankfurt am Main 1985, Bd. 3 (Suhrkamp Taschenbuch, Bd. 1159), S. 273–302.
- Verfremdung und Transparenz. Zur theoretischen Begründung der ›Tropen- und Rätselsprache‹ bei Novalis. In: Jahrbuch des Freien Deutschen Hochstifts, 1992, S. 161–182.
- Erneuerung der Religion im Zeichen der Humanität. Unveröffentlichte Briefe Albert Schweitzers an Kurt Leese. In: Zeitschrift für Theologiegeschichte, 4 (1997), S. 82–113.

## Festschrift
- Geschichtlichkeit und Aktualität. Studien zur deutschen Literatur seit der Romantik. Festschrift für Hans-Joachim Mähl zum 65. Geburtstag. Hrsg. von Klaus-Detlef Müller, Gerhard Pasternack, Wulf Segebrecht und Ludwig Stockinger. Niemeyer, Tübingen 1988, ISBN 3-484-10613-1.